# Claudia Laura Grigorescu
Claudia Laura Grigorescu (n. 6 ianuarie 1968, București) este o scrimeră română specializată pe floretă, laureată cu bronz olimpic la Barcelona 1992. A fost vicecampioană mondială la individual în 1991 și campioană mondială pe echipe în 1994. Pentru aceste realizări a fost numită maestru a sportului în 1987 și maestru emerit a sportului în 1991.